# Autorité de régulation des communications électroniques et des postes (Burkina Faso)
 (juillet 2025).
La mise en forme du texte ne suit pas les recommandations de Wikipédia : il faut le « wikifier ».
Les points d'amélioration suivants sont les cas les plus fréquents. Le détail des points à revoir est peut-être précisé sur la page de discussion.
- Les titres sont pré-formatés par le logiciel. Ils ne sont ni en capitales, ni en gras.
- Le texte ne doit pas être écrit en capitales (les noms de famille non plus), ni en gras, ni en italique, ni en « petit »…
- Le gras n'est utilisé que pour surligner le titre de l'article dans l'introduction, une seule fois.
- L'italique est rarement utilisé : mots en langue étrangère, titres d'œuvres, noms de bateaux, etc.
- Les citations ne sont pas en italique mais en corps de texte normal. Elles sont entourées par des guillemets français : « et ».
- Les listes à puces sont à éviter, des paragraphes rédigés étant largement préférés. Les tableaux sont à réserver à la présentation de données structurées (résultats, etc.).
- Les appels de note de bas de page (petits chiffres en exposant, introduits par l'outil «  Source ») sont à placer entre la fin de phrase et le point final[comme ça].
- Les liens internes (vers d'autres articles de Wikipédia) sont à choisir avec parcimonie. Créez des liens vers des articles approfondissant le sujet. Les termes génériques sans rapport avec le sujet sont à éviter, ainsi que les répétitions de liens vers un même terme.
- Les liens externes sont à placer uniquement dans une section « Liens externes », à la fin de l'article. Ces liens sont à choisir avec parcimonie suivant les règles définies. Si un lien sert de source à l'article, son insertion dans le texte est à faire par les notes de bas de page.
- La présentation des références doit suivre les conventions bibliographiques. Il est recommandé d'utiliser les modèles {{Ouvrage}}, {{Chapitre}}, {{Article}}, {{Lien web}} et/ou {{Bibliographie}}. Le mode d'édition visuel peut mettre en forme automatiquement les références.
- Insérer une infobox (cadre d'informations à droite) n'est pas obligatoire pour parachever la mise en page.

Pour une aide détaillée, merci de consulter Aide:Wikification.
Si vous pensez que ces points ont été résolus, vous pouvez retirer ce bandeau et améliorer la mise en forme d'un autre article.
 (juillet 2025).
L' Autorité de Régulation des Communications Électroniques et des Postes du Burkina Faso est l’institution chargée de la régulation des secteurs des communications électroniques et des services postaux au Burkina Faso. C'est une institution administrative indépendante dotée d'une personnalité juridique et d’une autonomie financière, placée sous la tutelle administrative du Premier Ministère. Son siège est situé à Ouaga 2000, près de la Cour d’Appel de Ouagadougou.

## Historique
À la fin des années 1990, le Burkina Faso, dans un mouvement de libéralisation des télécommunications, crée par la loi n° 051/98/AN, l’ARTEL (Autorité Nationale de Régulation des Télécommunications), opérationnelle dès 2000, sous la direction de Mathurin BAKO .
Elle évolue vers l’ARCEP dans le cadre de la loi n° 061‑2008/AN du 27 novembre 2008, qui élargit ses compétences aux secteurs postaux et aux services numériques associés .

## Cadre juridique et compétences
Fondée par la loi n° 061‑2008/AN, l’ARCEP opère selon le décret n° 2009‑346/PRES/PM/MPTIC, modifié ultérieurement.
Ses missions principales sont : autoriser, contrôler, réguler et sanctionner les acteurs des télécommunications et des postes.
Parmi ses attributions :
- règlement des litiges ;

- propositions juridiques, économiques et sécuritaires ;

- gestion des licences et autorisations ;

- attribution et surveillance du spectre radio ;

- définition de la politique tarifaire et du service universel ;

- promotion de la concurrence saine, de la neutralité technologique et de l’accès numérique inclusif.

## Organisation
L’ARCEP est composée d’un Conseil de régulation, organe délibérant, et d’un Secrétariat exécutif, chargé de la gestion technique, juridique et administrative. Elle est certifiée ISO 9001:2015 pour son système de gestion de la qualité . Un plan stratégique quinquennal (2024–2028) fixe ses grandes orientations.

## Activités et initiatives notables
L’ARCEP organise des assises nationales sur la régulation pour renforcer la qualité des services, favoriser la coopération multisectorielle et préparer la transition numérique .
En mars 2025, une délégation de l’ARCEP Burkina Faso s’est rendue à Lomé, Togo, pour un partage d’expérience sur la régulation par la donnée.
L’autorité publie régulièrement des communiqués, notamment sur la liste des opérateurs postaux actifs ou sur le Plan National d’Attribution des Fréquences (PNAF).

## Relations régionales et internationales
- Membre de l’ARTAO (Autorités de régulation des TIC en Afrique de l’Ouest)[4]

- Coopération technique active avec d’autres ARCEP africaines (Togo, Niger, Bénin, Gabon, etc.), participation à des forums régionaux, échanges sur la gestion du spectre et la qualité de service[5].

## Gouvernance
Le président du Conseil de régulation est Dr Pasteur Poda. Autres dirigeants occupent des postes clés (directeurs exécutifs, juridiques, etc.), bien que la composition exacte varie en fonction des décrets gouvernementaux.

## Impact et perspectives
L’ARCEP veille à la couverture et à la qualité des services mobiles (2G, 3G, 4G), fixe, internet et poste . Elle encourage les investissements, la connectivité régionale, l’inclusivité numérique et la protection des consommateurs dans un contexte marqué par des défis d’infrastructure et de sécurité.